# Kuljače
Kuljače este un sat din comuna Budva, Muntenegru. Conform datelor de la recensământul din 2003, localitatea are 13 locuitori (la recensământul din 1991 erau 7 locuitori).

## Demografie
În satul Kuljače locuiesc 28 de persoane adulte, iar vârsta medie a populației este de 34.0 de ani (32.5 la bărbați și 33,5 la femei). În localitate sunt 23 domaćinstva, a broj članova po domaćinstvu je 4/5.
Această localitate este populată majoritar de sârbi (conform recensământului din 2003)
|  |

| Demografie | Demografie | Demografie |
| An         | Locuitori  | Locuitori  |
| ---------- | ---------- | ---------- |
|            |            |            |
|            |            |            |
|            |            |            |
|            |            |            |
| 1948       | 65         |            |
| 1953       | 79         |            |
| 1961       | 55         |            |
| 1971       | 14         |            |
| 1981       | 3          |            |
| 1991       | 7          | 7          |
| 2003       | 13         | 13         |

| \| Componența etnică conform recensământului din 2003[2] \| Componența etnică conform recensământului din 2003[2] \| Componența etnică conform recensământului din 2003[2] \| Componența etnică conform recensământului din 2003[2] \| Componența etnică conform recensământului din 2003[2] \| \| ----------------------------------------------------- \| ----------------------------------------------------- \| ----------------------------------------------------- \| ----------------------------------------------------- \| ----------------------------------------------------- \| \| \| \| \| \| \| \| Sârbi \| Sârbi \| \| 12 \| 92,3% \| \| Iugoslavi \| Iugoslavi \| \| 1 \| 7,69% \| \| necunoscută \| necunoscută \| \| 0 \| 0% \| |             |  |    |       |
| Componența etnică conform recensământului din 2003 |             |  |    |       |
| |             |  |    |       |
| Sârbi | Sârbi       |  | 12 | 92,3% |
| Iugoslavi | Iugoslavi   |  | 1  | 7,69% |
| necunoscută | necunoscută |  | 0  | 0%    |